# Fiesta Nacional de los Pescadores
La Fiesta Nacional de los pescadores es una fiesta típica llevada a cabo por la comuna portuaria de Mar del Plata, generalmente, en el mes de enero. En los últimos años esta fiesta fue realizada durante la segunda quincena de enero, y aunque esta fecha puede variar, generalmente se lleva a cabo en esta época por ser la más propicia a causa del gran afluente de turistas que convoca la ciudad durante este periodo y que ha hecho a través de los años, que la fiesta sea un verdadero éxito.

## Descripción

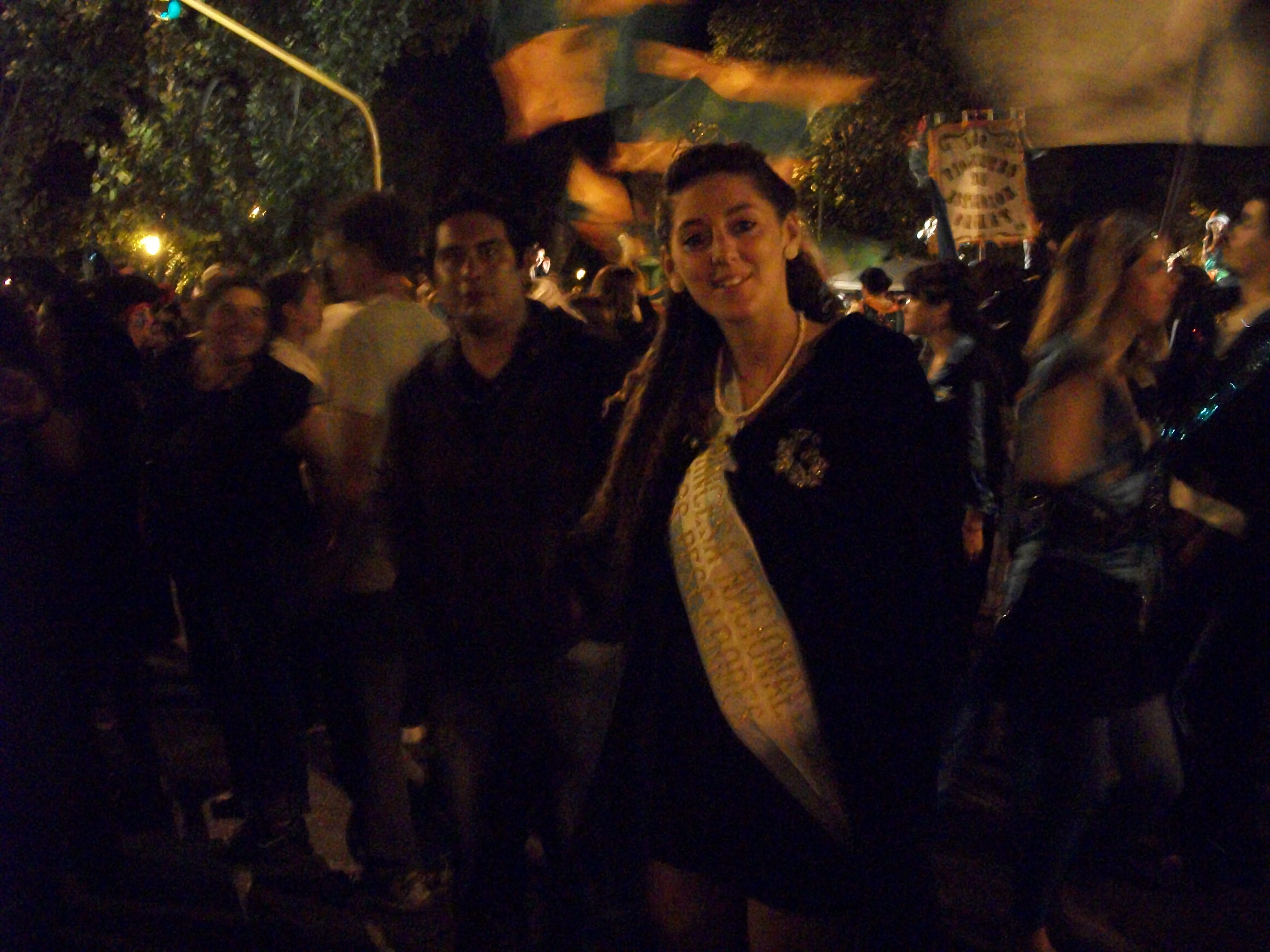
Reina Nacional de los Pescadores 2011.

Esta fiesta que se extiende generalmente por dos semanas convoca a innumerable cantidad de turistas y residentes de la ciudad que suelen reunirse durante este periodo para formar parte del evento que suele inaugurarse con la típica tirada de fideos, evento que cuenta con la participación del intendente de la ciudad, autoridades reconocidas del sector, el presidente de la sociedad de patrones pescadores y la reina electa el año anterior. En la famosa "Cantina", un predio cercano a la banquina donde durante el transcurso de la fiesta se pueden degustar una amplia gama de platos típicos elaborados a base de pescados frescos, que hacen de la fiesta un atractivo ineludible para los turistas que se acercan año tras año a la ciudad. Durante estos días, en el mismo lugar, también se realizan una amplia gama de espectáculos, muchos relacionados y ligados a la cultura y las raíces de los pescadores nativos, donde las cansonetas típicas son un atractivo infaltable que recuerdan las costumbres y anécdotas de su país natal. 
En los últimos días de la Fiesta un jurado seleccionara a las postulantes a ser Reina Nacional de los Pescadores, para lo que una gran cantidad de jóvenes marplateneses se inscriben a fin de conseguir el tan ansiado título que les permitirá representar durante todo el año y en cada fiesta nacional del país a la que sea invitada a la comuna de los pescadores, además de hacerse acreedora a una amplia variedad de premios. 
Al día siguiente se realizan una serie de juegos típicos, como el palo enjabonado, la elección de Reina Nacional de los Pescadores. 
La fiesta termina con misa en la iglesia Sagrada Familia. Y como cierre una procesión exhibiendo la imagen de San Salvador, Patrono y Protector de los Pescadores, la tradicional procesión con la imagen hasta la banquina de los pescadores y ofrendas florales en el monumento al pescador y luego una procesión náutica y bendición de los frutos de mar y comienzo de la procesión náutica con ofrendas de flores al mar en homenaje a los pescadores muerto en altamar.